# Науково-виробниче підприємство «Радій»
НВП «Радій» — науково-виробниче підприємство, що постійно здійснює роботи з проектування, розробки, виготовлення, випробування та впровадженя сучасних автоматизованих систем управління технологічними процесами (АСУ ТП) для атомних електростанцій, науково-дослідних ядерних реакторів, теплових електростанцій, інших промислових підприємств та об'єктів.

## Опис
Підприємство з 1995 року розробляє, виготовляє та впроваджує сучасну електронну та електротехнічну апаратуру для систем безпеки, систем нормальної експлуатації важливих для безпеки, систем промислової пожежної сигналізації та автоматичного газового або пінного пожежогасіння, інші системи зі складу автоматизованих систем управління технологічними процесами енергоблоків та цехів АЕС, що сертифікована у відповідності до найсучасніших національних та міжнародних вимог до відповідного обладнання й інформаційно-керуючих систем атомних електростанцій. Така продукція користується постійно зростаючим попитом в Україні, Болгарії, Аргентині, Бразилії, США, Канаді, Угорщині та в інших країнах, оскільки в них експлуатуються енергоблоки АЕС та дослідницькі ядерні реактори, на яких передбачено проведення комплексів заходів із підвищення їх безпеки та надійності, а також продовження їх експлуатаційного ресурсу, що передбачають повну або часткову заміну, чи істотну модернізацію або модифікацію існуючого технологічного обладнання на принципово нових, прогресивних технологіях, в тому числі на основі використання технологій FPGA (ПЛІС), у використанні та впроважденні яких підприємство має вже більше ніж 30-річний досвід.
На сьогодні підприємство має велику лінійку сертифікованих програмно-апаратних платформ, програмно-технічних комплексів і систем автоматизації, іншої продукції, на основі технології FPGA, що пропонується для придбання замовникам з розвинутих країн світу та тих країн, що розвиваються.
Підприємство, також, забезпечує розробку, постановку на виробництво та серійний випуск великої кількості різноманітної електротехнічної продукції для промислових підприємств та об'єктів, гідравлічних систем керування та їх елементів, що встановлюються у вантажних автомобілях, пасажирських тролейбусах та автобусах, різноманітних приладів та систем світлодіодного освітлення, в т.ч. систем освітлення залізниць, відкритих майданчиків, виробничих цехів, офісів і інших об'єктів (для приміщень та об'єктів з нормальним або підвищеним рівнем робочої температури та/або вологості, пожежної та/або вибухо-небезпеки).  Підприємство з 2005 року налагодило постачання виробів рульової гідромеханіки автомобілебудівним підприємствам України та зарубіжжя.
З 2008 року колектив підприємства розробив та розпочав серійне виробництво та розвиток сучасних сенсорів і систем моніторингу сейсмічної активності на поверхні земної кори, що використовуються на ядерних та промислових об'єктах різного типу, а також на їх площадках, майданчиках та у нормованій зоні спостереження навколо них. На основі цього досвіду з 2013 року підприємство розробляє та серійно виробляє вибровимірювальні стенди та засоби атестації,  сенсори і датчики інклінометричні (в тому числі ротаційні) високої точності, а також автоматизовані системи інклінометричного моніторингу стану будівельних та несучих конструкцій і елементів різних будівель та споруд.
З 2012 по 2016 рік підприємство здобудо цінний досвід участі у повномасштабній модернізації (шляхом повної заміни) автоматизованої системи керування газо-вугільних енергоблоків теплових електростанцій (енергоблоку № 2 Трипільскої ТЕС у м. Українка Київської обл.).
З 2014 року підприємство розробляє та з 2016 серійно виготовляє механізми виконавчі електричні одно- та багатообертові (МЕО та МЕМ) і механізми сигналізації положення (МСП), вимикачі шляхові електронні (ВПЕ) та інші технічні засоби автоматизації (ТЗА) промислових підприємств та процесів.
З 2017 року підприємство розробляє та випускає баготофункціональні цифрові багатоканальні реєстратори (РЦМ) та системи збору й обробки різнотипних стандартизованих  електричних сигналів з метою забезпечення моніторингу, оповіщення, контролю та/або управління окремими підсистемами або складними системами різного призначення.
Також підприємством постійно вдосконалюються та розвиваються раніше розроблені системи промислової пожежної сигналізації та пожежогасіння, які мають вбудовані підсистеми промислового телебачення.
За наявності попиту підприємство також здатно виробляти сучасні бурильні верстати для видобування гранітних порід.

## Деякі факти з історії підприємства
25 вересня 2018 року у Кропивницькому підписано Угоду про стратегічне партнерство між компаніями “Curtiss-Wright Corporation” (Сполучені Штати Америки) і “Radics LLC” (Україна), яка передбачає виконання спільних проектів з модернізації систем безпеки ядерних об`єктів США. Угоду підписали віце-президент корпорації “Curtiss-Wright Corporation” Курт Мітчелл та директор компанії “Radics LLC” Антон Андрашов. На урочистому підписанні були присутні голова облдержадміністрації Сергій Кузьменко, народний депутат Костянтин Яриніч, голова наглядової ради ПАТ “НВП «Радій» Євгеній Бахмач, представники Посольства Сполучених Штатів Америки в Україні та інші почесні гості.
Наприкінці липня 2019 року підприємство офіційно отримало завтерджений тематичний звіт Комісії с ядерного регулювання США (U.S. NRC) щодо можливості використання програмно-апаратної платформи RadICS, розробленої та сертифікованої колективом підприємства згідно вимог стандартів серії IEC 61508:2010 у 2011-2019 роках, на існуючих та тих, що проектуються об'єктах ядерної енергетики США під час модернізації існуючих або побудови нових інформаційно-керуючих систем классу безпеки 1E відповідних енергоблоків та/або їх окремих підсистем.